# Mount Monson
Mount Monson ist ein 1155 m hoher Berg im westantarktischen Marie-Byrd-Land. In den Ford Ranges ist er die höchste Erhebung der Mackay Mountains und ragt 2,5 km nordöstlich des Vivian-Nunatak im südwestlichen Teil dieser Gruppe auf.
Wissenschaftler der United States Antarctic Service Expedition (1939–1941) entdeckten und kartierten ihn. Der United States Geological Survey kartierte ihn anhand eigener Vermessungen und Luftaufnahmen der United States Navy aus den Jahren von 1959 bis 1965. Das Advisory Committee on Antarctic Names benannte den Berg 1970 nach Leutnant Laurence Christen Monson III. von den Reservestreitkräften der US Navy, Kopilot einer LC-130F Hercules während er Operation Deep Freeze des Jahres 1968.